# Sveriges ambassad i Haag
Sveriges ambassad i Haag (nederländska: Zweedse Ambassade in den Haag) är Sveriges diplomatiska beskickning i Nederländerna som är belägen i landets administrativa huvudstad Haag. Beskickningen består av en ambassad, ett antal svenskar utsända av Utrikesdepartementet (UD) och lokalanställda. Ambassadör sedan 2021 är Johannes Oljelund. Ambassadören är sidoackrediterad i Luxemburg.

## Historia
Beskickningen i Haag invigdes 1614 då den förste svenske beskickningschefen utnämndes. Beskickningen som då upprättades var Sveriges första i utlandet.

## Beskickningschefer
| Namn                                  | Period    | Funktion                  | Ackreditering                                  |
| ------------------------------------- | --------- | ------------------------- | ---------------------------------------------- |
| Joakim Fredrik Preis                  | 1714–1719 | Charge d'affaires         |                                                |
| Joakim Fredrik Preis                  | 1719–1725 | Ministerresident          |                                                |
| Joakim Fredrik Preis                  | 1725–1759 | Envoyé                    |                                                |
| Carl Johan Creutz                     | 1760–1775 | Envoyé                    |                                                |
| Emanuel De Geer                       | 1775–1779 | Envoyé                    |                                                |
| Gustaf Johan Ehrensvärd               | 1780–1782 | Envoyé                    |                                                |
| Carl Gustaf Schultz von Ascheraden    | 1782–1787 | Envoyé                    |                                                |
| Mårten Bunge                          | 1787–1789 | Charge d'affaires         |                                                |
| Fredrik Adolf Löwenhielm              | 1789–1806 | Envoyé                    |                                                |
| Gustaf Algernon Stierneld             | 1814–1817 | Charge d'affaires         |                                                |
| Abraham Konstantin Mouradgea d'Ohsson | 1817–1834 | Envoyé                    |                                                |
| Carl Hochschild                       | 1836–1841 | Envoyé                    |                                                |
| Edvard Gabriel Gyldenstolpe           | 1841–1843 | Charge d'affaires         |                                                |
| Axel von Wahrendorff                  | 1843–1847 | Charge d'affaires         |                                                |
| Carl von Mansbach                     | 1847–1851 | Envoyé                    |                                                |
| Adam Christoffer Löwenskiold          | 1851–1856 | Ministre plénipotentiaire |                                                |
| Adam Christoffer Löwenskiold          | 1856–1858 | Envoyé                    |                                                |
| Christian Adolf Virgin                | 1858–1860 | Envoyé                    |                                                |
| Nils Erik Wilhelm af Wetterstedt      | 1860–1864 | Envoyé                    |                                                |
| Carl Fredrik Palmstierna              | 1864–1865 | Ministerresident          |                                                |
| Louis Fredrik Ernst Wrede             | 1865–1869 | Ministerresident          |                                                |
| Oluf Stenersen                        | 1869–1870 | Ministerresident          | Sidoackrediterad från beskickningen i Bryssel. |
| Carl Burenstam                        | 1870–1884 | Ministerresident          | Sidoackrediterad från beskickningen i Bryssel. |
| Carl Burenstam                        | 1884–1895 | Ministre plénipotentiaire | Sidoackrediterad från beskickningen i Bryssel. |
| August Gyldenstolpe                   | 1895–1899 | Ministre plénipotentiaire | Sidoackrediterad från beskickningen i Bryssel. |
| Herman Wrangel                        | 1900–1904 | Envoyé                    | Sidoackrediterad från beskickningen i Bryssel. |
| Gustaf Falkenberg                     | 1905–1908 | Envoyé                    | Sidoackrediterad från beskickningen i Bryssel. |
| Albert Ehrensvärd                     | 1908–1910 | Envoyé                    | Sidoackrediterad från beskickningen i Bryssel. |
| Fredrik af Klercker                   | 1910–1921 | Envoyé                    | Sidoackrediterad från beskickningen i Bryssel. |
| Gustaf von Dardel                     | 1919–1921 | Charge d'affaires         |                                                |
| Gustaf Westman                        | 1921–1922 | Envoyé                    |                                                |
| Patrick Adlercreutz                   | 1922–1937 | Envoyé                    |                                                |
| Erik Sjöborg                          | 1937–1944 | Envoyé                    |                                                |
| Gunnar Hägglöf                        | 1944–1946 | Envoyé                    | Baserad i London 1944-46, i Haag 1946.         |
| Joen Lagerberg                        | 1946–1952 | Envoyé                    |                                                |
| Sven Dahlman                          | 1953–1956 | Envoyé                    |                                                |
| Sven Dahlman                          | 1956–1961 | Ambassadör                |                                                |
| Brynolf Eng                           | 1961–1965 | Ambassadör                |                                                |
| Jens Malling                          | 1966–1969 | Ambassadör                |                                                |
| Karl-Gustav Lagerfelt                 | 1969–1972 | Ambassadör                |                                                |
| Tord Hagen                            | 1972–1977 | Ambassadör                |                                                |
| Nils-Olov Hasslev                     | 1977–1983 | Ambassadör                |                                                |
| Carl-Henric Nauckhoff                 | 1982–1984 | Ambassadör                |                                                |
| Hans Danelius                         | 1984–1988 | Ambassadör                |                                                |
| Göte Magnusson                        | 1988–1992 | Ambassadör                |                                                |
| Jan af Sillén                         | 1992–1996 | Ambassadör                |                                                |
| Lennart Alvin                         | 1996–2000 | Ambassadör                |                                                |
| Björn Skala                           | 2000–2005 | Ambassadör                |                                                |
| Hans Magnusson                        | 2005–2010 | Ambassadör                |                                                |
| Håkan Emsgård                         | 2010–2015 | Ambassadör                | Sidoackrediterad till Luxemburg.               |
| Per Holmström                         | 2015–2018 | Ambassadör                |                                                |
| Annika Markovic                       | 2018–2021 | Ambassadör                |                                                |
| Johannes Oljelund                     | 2021–idag | Ambassadör                |                                                |